# Репульпація
Репульпація (англ. repulping); (нім. Wiederaufschlammen n) — у збагаченні корисних копалин — розведення водою (оборотною водою) згущеної пульпи, кеку, відсіяних хвостів і т. ін. для зручності транспортування матеріалу трубопроводами і жолобами або створення необхідної густини пульпи для ведення подальших операцій. Згущення і подальша Р. застосовуються, наприклад, для відмивання флотаційних реаґентів або шламів, при знемаслюванні вуглемасляного ґрануляту і аґломерату (див. масляна агрегація).